# Wendie Malick
Wendie Malick (Buffalo, 13 dicembre 1950) è un'attrice e modella statunitense.

## Biografia
Figlia di Ken, un dirigente d'azienda egiziano e di Gigi, un'ex modella statunitense di ascendenze francesi, tedesche e britanniche, nacque a Buffalo il 13 dicembre 1950. Si diplomò alla Williamsville South High School nel 1972, per poi laurearsi alla Ohio Wesleyan University di Delaware e diventare poi modella per l'azienda Wilhelmina Models.
Comincia a recitare nel 1982 nel film A Little Sex. Lo stesso anno non viene scelta per il ruolo di Diane Chambers nella sitcom Cin cin, ma ottiene una parte nella serie Dream On nel 1990, per la quale lavora fino al 1996. Dal 1997 al 2003, veste i panni di Nina Van Horn nella sitcom Just Shoot Me!, per cui riceve due candidature agli Emmy Awards e una ai Golden Globe.
Partecipa come guest star a numerose serie tv, tra le quali Kate & Allie, Baywatch, Frasier, MacGyver, X-Files e Law & Order.
Nel 2009 viene ingaggiata per Alvin Superstar 2 e I Love Shopping.
Dal 2010 al 2015 lavora, per un totale di 128 episodi, come personaggio principale nella serie televisiva Hot in Cleveland.
Wendie Malick è attiva anche come doppiatrice: infatti, ha prestato la propria voce a film e serie d'animazione quali Le follie dell'imperatore, Le follie di Kronk, Kung Fu Panda - Mitiche avventure e BoJack Horseman.
Il suo cognome significa re in lingua araba.

## Filmografia parziale

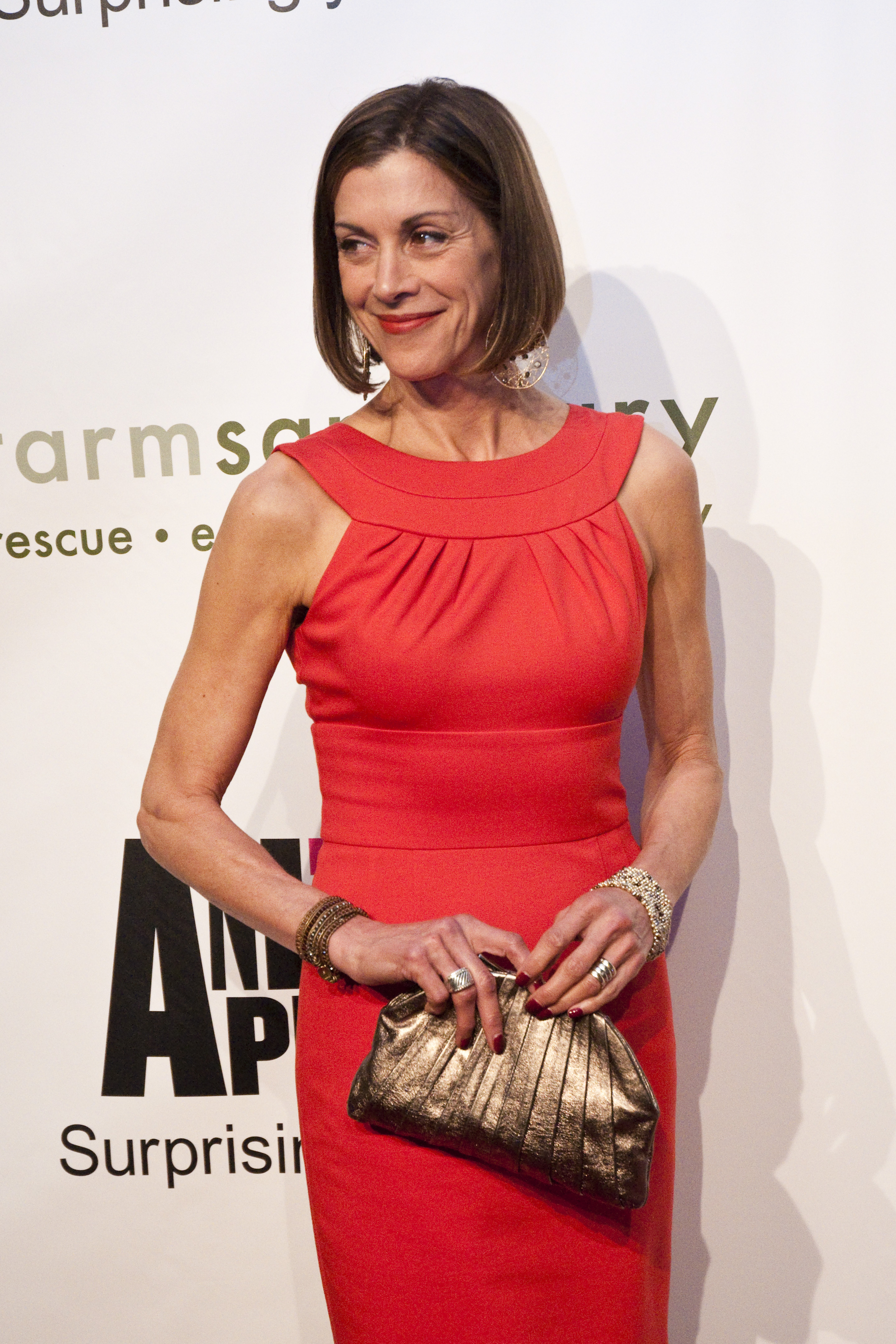
Wendie Malick nel 2011

### Attrice

#### Cinema
- A Little Sex, regia di Bruce Paltrow (1982)
- S.O.S. fantasmi (Scrooged), regia di Richard Donner (1988)
- Il presidente - Una storia d'amore (The American President), regia di Rob Reiner (1995)
- Safe Sex - Tutto in una notte (Trojan War), regia di George Huang (1997)
- Striscia, una zebra alla riscossa (Racing Stripes), regia di Frederik Du Chau (2005)
- La vigilia per farli conoscere , regia di N. Ganatra (2008)
- Adventureland, regia di Greg Mottola (2009)
- I Love Shopping (Confessions of a Shopaholic), regia di P. J. Hogan (2009)
- La concessionaria più pazza d'America (The Goods: Live Hard, Sell Hard), regia di Neal Brennan (2009)
- Alvin Superstar 2 (Alvin and the Chipmunks: The Squeakquel), regia di Betty Thomas (2009)
- Testa di cavolo (Knucklehead), regia di Michael W. Watkins (2010)
- Ricomincio da te - Endings, Beginnings (Endings, Beginnings), regia di Drake Doremus (2020)
- Mack & Rita, regia di Katie Aselton (2022)
- La scelta del destino (About Fate), regia di Marius Balchunas (2022)

#### Televisione
- Un ragazzo come noi (One of the Boys) – serie TV, 1 episodio (1982)
- Trauma Center – serie TV, 13 episodi (1983)
- Il profumo del successo (Paper Dolls) – serie TV, 1 episodio (1984)
- Top Secret (Scarecrow and Mrs. King) – serie TV, 1 episodio (1986)
- Autostop per il cielo (Highway to Heaven) – serie TV, 1 episodio (1987)
- Il giustiziere della strada (The Highwayman) – serie TV, 1 episodio  (1988)
- Hunter – serie TV, 1 episodio (1988)
- Kate e Allie (Kate & Allie) – serie TV, 5 episodi (1985-1989)
- Anything but Love – serie TV, 1 episodio (1989)
- Baywatch – serie TV, 7 episodi (1989-1994)
- Dream On – serie TV, 119 episodi (1990-1996)
- I Fanelli Boys (The Fanelli Boys) – serie TV, 3 episodi (1990-1991)
- Dynasty: ultimo atto (Dynasty: The Reunion), regia di Irving J. Moore – miniserie TV, 2 puntate (1991)
- MacGyver – serie TV, 1 episodio "7x03 - Ossessionato" (1991)
- NYPD - New York Police Department (NYPD Blue) – serie TV, 2 episodi (1993)
- Avvocati a Los Angeles (L.A. Law) – serie TV, 1 episodio (1994)
- Il commissario Scali (The Commish) – serie TV, 1 episodio (1994)
- Innamorati pazzi (Mad About You) – serie TV, 1 episodio (1994)
- I racconti della cripta (Tales from the Crypt) – serie TV, 1 episodi (1994)
- Seinfeld – serie TV, 1 episodio (1995)
- Cybill – serie TV, 1 episodio (1995)
- Per un corpo perfetto (Perfect Body) – film TV, regia di Douglas Barr (1997)
- Just Shoot Me! – serie TV, 148 episodi (1997-2003)
- X-Files (The X-Files) – serie TV, 1 episodio (1998)
- Fillmore! – serie TV, 16 episodi (2002-2004)
- Frasier – serie TV, 10 episodi (2003-2004)
- CSI - Scena del crimine (CSI: Crime Scene Investigation) – serie TV, 1 episodio (2005)
- Law & Order - I due volti della giustizia (Law & Order) – serie TV, 1 episodio (2005)
- Jake in Progress – serie TV, 21 episodi (2005-2006)
- Big Day – serie TV, 12 episodi (2006-2007)
- The Ex List – serie TV, 2 episodi  (2008)
- Til Death - Per tutta la vita ('Til Death) – serie TV, 1 episodio (2008)
- Pushing Daisies – serie TV, 1 episodio (2009)
- True Jackson, VP – serie TV, 1 episodio (2010)
- Hot in Cleveland – serie TV, 128 episodi (2010-2015)
- La valle dei pini (All My Children) – soap opera, 1 episodio (2011)
- NCIS: New Orleans – serie TV, 1 episodio (2016)
- American Housewife – serie TV, 1 episodio (2016)
- Lady Dynamite – serie TV, 1 episodio (2016)
- Mom – serie TV, 2 episodi (2017)
- Il natale delle verità (Engaging Father Christmas) - film TV, regia di David Winning (2017)
- Modern Family – serie TV, episodio 11x15 (2020)
- Dear White People – serie TV, 10 episodi (2021)
- Young Sheldon – serie TV, 20 episodi (2021-2024)
- Shrinking – serie TV, 4 episodi (2023)
- Non sono ancora morta (Not Dead Yet) – serie TV, episodio 2x04 (2024)

### Doppiatrice
- Burdine Maxwell in Bratz Rock Angelz, Bratz (st. 1), Bratz Diamondz: Passione per la moda, Bratz: Trappolate a Parigi
- Chicha in Le follie dell'imperatore, Le follie di Kronk
- Zia Siqiniq in Koda, fratello orso 2
- Fenghuang  in Kung Fu Panda - Mitiche avventure
- Beatrice Horseman in BoJack Horseman
- Eda Clawthorne in The Owl House

## Doppiatrici italiane
Nelle versioni in italiano delle opere in cui ha recitato, Wendie Malick è stata doppiata da:
- Isabella Pasanisi in Hot in Cleveland, I Love Shopping, Bluff City Law, Non sono ancora morta
- Roberta Greganti in NCIS: New Orleans, Il natale delle verità
- Stefanella Marrama ne Il presidente - Una storia d'amore, Young Sheldon
- Cinzia De Carolis in X-Files
- Rita Baldini in Adventureland
- Cristiana Lionello in Striscia, una zebra alla riscossa
- Anna Rita Pasanisi in Frasier
- Serena Verdirosi in Big Day
- Gaia Zoppi in Alvin Superstar 2 - I ragazzi sono tornati e non soli
- Marta Altinier ne La concessionaria più pazza d'America
- Serena Cantalupi in Safe Sex - Tutto in una notte
- Aurora Cancian in Ricomincio da me - Endings, Beginnings
- Melina Martello in Darrow & Darrow
- Emanuela Rossi in Billions
- Alessandra Korompay in How I Met Your Father
- Antonella Giannini in Shrinking

Come doppiatrice è stata sostituita da:
- Emanuela Rossi ne Le follie dell'imperatore, Le follie di Kronk
- Emanuela Baroni in BoJack Horseman
- Selvaggia Quattrini in The Owl House - Aspirante strega
- Marcella Silvestri in Bratz
- Claudia Razzi in Bratz: Rock Angelz